# Hydnophlebia
Hydnophlebia — рід грибів родини Meruliaceae. Назва вперше опублікована 1967 року.
Усі види викликають білу гниль дерева. Плодові тіла Hydnophlebia - це червонувато-помаранчеві кірка, які можна зчищена від субстрату. Спороносна площа (гімені) містить невеликі циліндричні «зубчики» довжиною до 1–1,5 мм.

## Класифікація
Згідно з базою MycoBank до роду Hydnophlebia відносять 5 офіційно визнаних видів:
- Hydnophlebia canariensis
- Hydnophlebia chrysorhiza
- Hydnophlebia gorgonea
- Hydnophlebia meloi
- Hydnophlebia omnivora